# Niels Nielsen (borgmester)
 Der er flere personer med dette navn, se Niels Nielsen.
Niels Nielsen (født 8. august 1872 i Diernæs Sogn ved Faaborg, død 13. marts 1942 i Rønne) var en dansk typograf og socialdemokratisk politiker.
Fra 1917 til sin død i 1942 var han borgmester i Rønne Kommune. I 1936 blev han medlem af Landstinget, hvor han også sad indtil sin død.
Hans urne er nedsat på Rønne Kirkegård.
Borgmester Nielsens Vej i Rønne, der tidligere hed Pæretræsdalsvej, er opkaldt efter ham.